# Maria Pognon

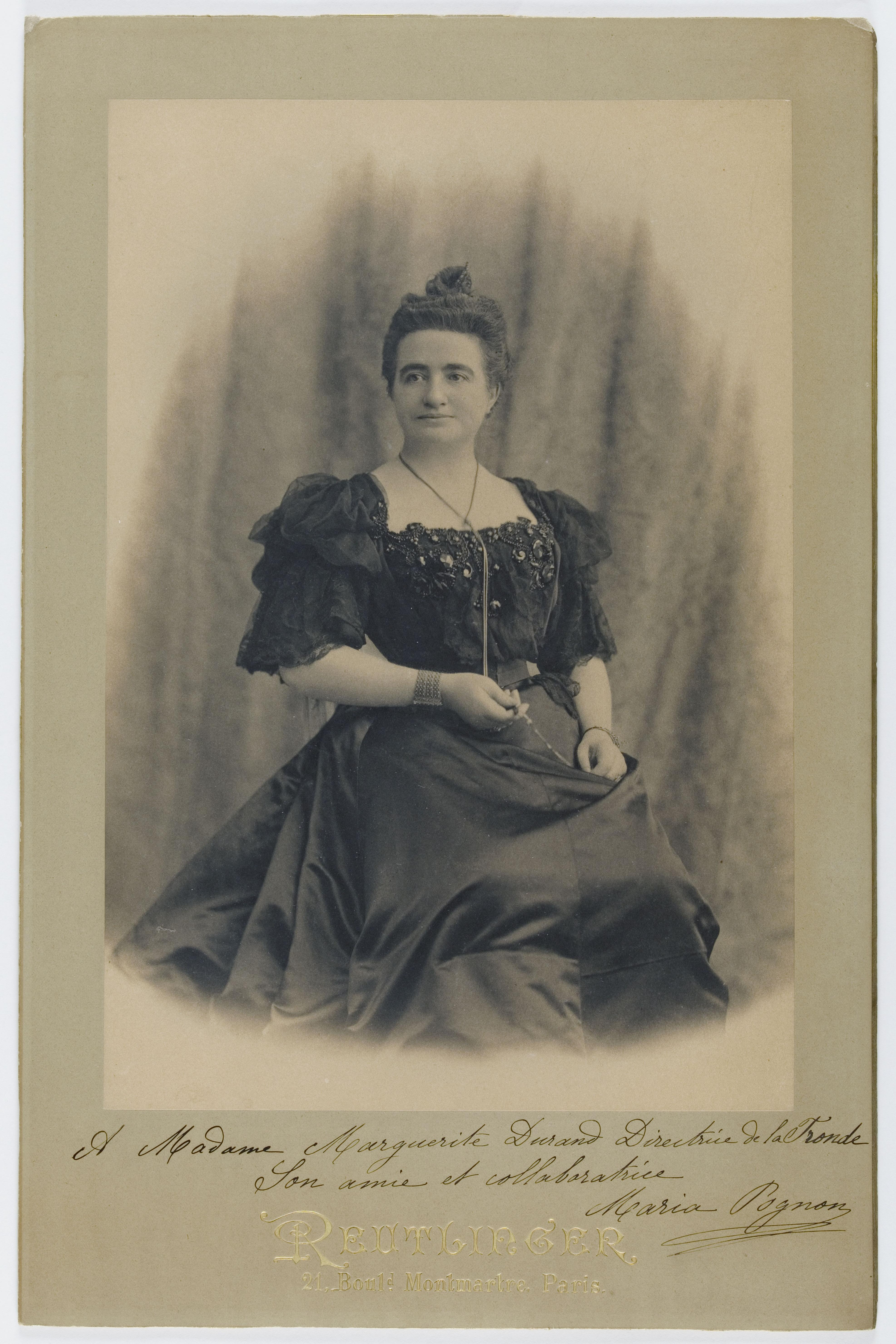
Maria Pognon

Maria Pognon, geborene Rengnet, (* 15. Februar 1844 in Honfleur; † 17. April 1925 in Sydney) war eine französische Journalistin, Feministin und Freimaurerin während der Dritten Republik.
Sie war Vorsitzende der Ligue française pour le droit des femmes (Französische Liga für Frauenrechte) und Mitglied des Verwaltungsrats der Société française d’arbitrage entre les Nations (Französische Gesellschaft für Schiedsgerichtsbarkeit zwischen den Nationen).

## Leben
Maria Rengnet war die Tochter von Julien Rengnet, einem Dachdecker aus Honfleur. Sie hatte eine Schwester namens Myrtille. 1873 heiratete sie Raymond Pognon und bekam zwei Kinder, Mathilde und Raymond. Ihr Ehemann starb 1876. 1888 zogen sie nach Paris.
Von ihrer Schwester in den Feminismus eingeführt, trat sie 1882 der im selben Jahr von Maria Deraismes gegründeten Ligue française pour les droits de la femmes bei. 1891 wurde sie deren Präsidentin. In Virginie Griess-Traut sah sie ihre Mentorin in Sachen Feminismus und Pazifismus.
Sie wurde 1894 in der ersten, von Maria Deraismes gegründeten, gemischten Freimaurerloge, der Grande Loge symbolique écossaise – le Droit humain im Lerhrlingsgrad in die Freimaurerei aufgenommen.
1896 leitete sie den Internationalen Kongress über die Stellung und die Rechte der Frau. Ihre Reden beeindruckten die Journalistin Marguerite Durand, die den Kongress für Le Figaro verfolgte:

« Ich war beeindruckt von der Logik der Reden, der Begründetheit der Forderungen und der Souveränität der Präsidentin Maria Pognon, die es verstand, den Sturm zu bändigen und die Debatten zu leiten. »

Im folgenden Jahr, am 9. Dezember 1897, brachte Marguerite Durand La Fronde heraus; eine Zeitung, die ausschließlich von Frauen geschrieben, produziert und verkauft wurde, um über die Aktivitäten der wichtigsten feministischen Gruppen zu berichten. Maria Pognon forderte darin das sozialistische Motto „Gleicher Lohn für gleiche Arbeit“ auch für Frauen:

« Die Männer steigen von Klasse zu Klasse bis zum Direktor auf; warum werden die Frauen, die durch ihre Arbeit die gleichen Fähigkeiten wie die Männer bewiesen haben, von allen einträglichen Posten ausgeschlossen? Wir erwarten eine Antwort! »

Maria Pognon trat dem 1901 unter der Leitung von Isabelle Bogelot gegründeten Conseil national des femmes françaises (Nationalrat der französischen Frauen) bei, dem auch Sarah Monod, Adrienne Avril de Sainte-Croix, Julie Siegfried, Marie Bonnevial und Louisa Wiggishoff angehörten.
1904 verließ sie, auch wegen Geldmangels, Paris und die Leitung der Liga, um sich mit ihrer Tochter bei ihrem Sohn in Neukaledonien niederzulassen. 1906 zog sie mit ihrer Tochter Mathilde nach Australien, wo sie eine Stelle als Lektorin an der Universität Sydney antrat. Ihr Sohn Raymond blieb in Neukaledonien zurück. Sie ließ sich in Sydney nieder, wo sie im April 1925 starb. Mathilde heiratet 1932 den australischen Journalisten und Kunstkritiker Gerald Marr Thompson.

## Maria Pognons Sohn Raymond
Raymond Pognon wurde am 30. November 1873 in Honfleur geboren. Er war 1912 Verwaltungsdirektor der Minengesellschaft Le Nickel in Nouméa, dann Landwirt und Viehzüchter. Von 1913 bis 1925 war er Generalrat von Neukaledonien, Sprecher des neukaledonischen Parlaments und von 1922 bis 1924 Präsident des Generalrats. Von 1920 bis 1925 war er außerdem Direktor der Tageszeitung La France Australe. Er lehnte den Waffenstillstand vom Juni 1940 ab und war einer der Initiatoren des Beitritts Neukaledoniens zum Freien Frankreich am 19. September 1940. Er beteiligte sich an der Rekrutierung von Freiwilligen für das Bataillon du Pacifique, das an der Schlacht von Bir Hakeim teilnahm. Wegen seiner Unterstützung für General de Gaulle wurde er vom Ständigen Militärgericht in Saigon zum Tode verurteilt und sein gesamtes Vermögen wurde beschlagnahmt. Das Urteil wurde am 4. März 1949 vom Berufungsgericht in Saigon aufgehoben und revidiert. 1942 wurde Raymond Pognon mit dem Croix de la Libération ausgezeichnet. Er siedelte nach Australien über, wo er am 19. Mai 1959 in Melbourne starb.